# Вильва (приток Усьвы)
Ви́льва (от коми-перм. «новая вода») — река в Пермском крае, левый приток Усьвы. Начинается на западных отрогах Уральского хребта, на востоке края возле границы Свердловской области. В верховьях река — горного типа, ниже равнинного. Питание реки преимущественно снеговое. Течёт в западном и юго-западном направлении. Протекает по территории Губахинского муниципального округа, Горнозаводского и Чусовского районов. Впадает в Усьву в четырёх километрах от устья на территории города Чусового.
Длина — 170 км, общая площадь водосбора — 3020 км², средняя высота водосбора — 387 м. Средний уклон — 2 м/км.

## Притоки
Притоки (указаны расстояния от устья Вильвы):
- 7,6 км: Чёрная (пр)
- 28 км: Вижай (лв)
- 29 км: Дьячиха (лв)
- 35 км: Большая Гремячая (пр)
- 44 км: Никитинка (Большая Никитинка) (пр)
- 47 км: Широковка (Большая Широковка) (пр)
- 52 км: Ермачиха (пр)
- 74 км: Танчиха (пр)
- 82 км: Малая Порожняя (пр)
- 83 км: Большая Порожняя (пр)
- 88 км: Боровуха (лв)
- 99 км: Выдерка (пр)
- 115 км: Щегровитка (лв)
- 123 км: Коростелевка (пр)
- 129 км: Большая Мясная (пр)
- 146 км: Северная Рассоха (пр)
- 159 км: Хмели (пр)